# Ски екипировка
Ски екипировката е специализиран набор от облекло и материални елементи предназначено за каране на ски или сноуборд.
Правилната екипировка е от съществено значение за осигуряване на максимален комфорт и удобство. Ски екипировката и облеклото са произведени с цел да бъдат едновременно функционални и модерни. Изключително важно е да се използва екипировка докато се кара ски или сноуборд, защото вероятността за нараняване на пистата е много голяма.

## Части на ски екипировката
Състои се от следните части:
- ски каска;
- маска за глава;
- ски очила;
- ски яке;
- ски панталони;
- гащеризони;
- ски ръкавици;
- ски щеки;
- ски обувки;
- ски или сноуборд.

### Ски каска
Каската е неразделна част от ски екипировката и предпазва от наранявания по главата. При изработката на каските се използват материали, които са здрави и същевременно доста олекотени, за да може високото ниво на защита на скиора да не пречи на комфорта му при каране. Много важно за каските е какъв ще е вида на вентилирането, черупката и дизайна, като всичко това зависи от терена, на който се кара. Има каски с добро вентилиране и каски без вентилиране. Каските с добро вентилиране са подходящи за топли пролетни условия или за места с умерен климат защото тя ще осигури въздушен комфорт и поток, а каските без вентилиране се използват при много влажно, снежно или прекалено студено време защото те ограничават въздушния поток и запазват топлината.
Черупките на каските обикновено се прави от UV стабилизирано поликарбонатна черупка, която осигурява голяма здравина и е изключително лека, а отвътре се използва двойно-плътен полистирен с допълнителна подплата който осигурява повече комфорт. Дизайна на каските зависи от това в какви условия ще карате. Има каски с цялостна черупка, който предпазват от вятър, влага и студ като се те използват основни при скоростни или слаломни състезания. Има и каски с отвори по черупката, като те се използват при изпълнение на трикове и скоростно каране, защото подпомагат регулирането на температурата.

### Маска за глава
Важна част от ски екипировката, защото задържа топлината, която се отделя, предпазва дробовете от студения въздух и също така предпазва лицето от ледените капки, който понякога вятъра носи.

### Ски очила
От избора на ски очила зависи добрата видимост. Има ски очила за нощно каране и ски очила за каране през деня. При избора на ски очила има значение цвета на плаката на очилата. Има плаки за нощно виждане, за силна светлина и за мъгла. Важно е очилата да са с добро периферно зрение, за да има възможност за избягване на други скиори.

### Ски яке, ски панталон и гащеризон
Ски якето и ски панталона и гащеризона е първата защита от студа, вятъра и снега по време на каране на ски.
Основни фактори при избор – да е изработено от сухи, дишащи и здрави олекотени материали, които предпазват при валежи, а в същото време при интензивно движение да не позволяват да се получава ефекта на запарване. Циповете трябва да са удобно разположени и да са здрави, покрити с капачета които да не позволяват да проникне вода.

### Ски ръкавици
Ски ръкавиците трябва да са водоустойчиви, за да предпазват ръцете от студ. Те едновременно трябва да са и достатъчно удобни и свободни за да може въздуха да циркулира нормално, но трябва да са и добре прибрани, за да може да имате добър захват на щеките. Също така е добре да са меки за да ви предпазят от наранявания при падане.

### Ски щеки
Щеките са част от ски екипировката, която се избира най-лесно. Основното условия при избора на щеки е да се съобразени с височината на скиора и да се удобни за захват. Предимно се използват гумени щеки защото не вибрират при забиване на щеката в снега и не натоварват лакътната става.

### Ски обувки
Правилният избор на обувки има ключова роля за комфорта при каране. В този смисъл, дефинирането на точния размер трябва да бъде извършено внимателно и отговорно. Ски обувките се състоят от две части – вътрешна/отопляваща/ и външна/пластмасова/, която е основата на обувката, държи крака и го защитава от травми. Когато избирате обувки основното, на което трябва да се обърне внимание е удобството. Мерене на ски обувките става с един или два чифта чорапи – така, както ще се носят в планината, като пръстите на краката не трябва да се докосват до върха на обувката. Ширината на обувките в глезена и нагоре се регулира с няколко закопчалки в зависимост от дизайна на обувката.

### Ски
Избора на модел и тип ски зависи както от нивото на скиора, така и от предпочитания стил и терен на каране.
Групи ски са според личните предпочитания на скиора. Почти всички вариации на ските (като се изключат някои Powder модели), които се произвеждат днес, са конструирани по така наречената карвинг-технология (carving technology). Карвинг-ските представляват новата генерация ски, които започнаха масово да навлизат в употреба в периода около 2000 г. Този тип технология се характеризира с параболна структура на ската (parabolic structure). При старите технологии двете страни на ската представляваха успоредни прави. За разлика от тях, при карвинг-ската, двете страни са огледални параболи. Горната част на ската (tip) е широка, средната част на ската (middle) e по-тясна и задната част на ската(tail) е широка. При различните типове ски съотношението горна, средна, долна част варира.

#### Типове ски
- Ски тип All Mountain: Това са ски, които са подходящи за обработени трасета. Подходящи при наличието на по-мек сняг или малко нов сняг.
- Ски тип All Mountain Wide: Имат същите характеристики като All Mountain ските, но са по-широки. Идеята да добавената широчина по цялата дължина на ската е да се осигури по-добро поведение при по-мек сняг.
- Ски тип Powder: Това са ски, изцяло насочени за каране върху мек сняг или пухкав пресен сняг (тип „пудра“). Представят се изключително добре извън пистата, но имат слабо поведение на обработени писти.
- Ски тип Freestyle: Подходящи за сноу паркове, рампи и съоръжения от тип (Half Pipe). Характерно за този тип ски е, че са повдигнати и от двата края (double tip) с цел по-големи възможности за трикове.
- Carving ски: Това са ски, които са създадени, за да изписват хармонични завои по добре обработени писти. Характеризират се със стабилно поведение при завои на твърди трасета. Слабо поведение при мек сняг и извън писта.
- Състезателни ски (Race ski): Това са ски, които са създадени от и за състезателния дух и дейност. Това са ски, които са изключително стабилни на много твърд, почти заледен сняг.